# Кишля
Кишля́ (чув. Кишля) — деревня в Красночетайском районе Чувашской Республики. Входит в состав Атнарского сельского поселения.

## География
Находится в северо-западной части Чувашии на расстоянии приблизительно 13 км на юг от районного центра села Красные Четаи.

## История
Возникла как сельскохозяйственная артель «Труженик» в 1927 году. С 1948 года настоящее название. В 1927 году учтено 7 дворов, 41 житель, в 1939—147 жителей, в 1979—110. В 2002 году было 21 двор, в 2010 — 17 домохозяйств. В 1929 году был образован колхоз «Труженик», в 2010 действовал СХПК «Коминтерн».

## Население
Постоянное население составляло 38 человек (чуваши 100 %) в 2002 году, 32 в 2010.